# Escudo de Narvik
O Escudo de Narvik (em alemão:  Narvikschild) foi uma condecoração militar alemã da Segunda Guerra Mundial concedida a todas as forças alemãs que participaram nas batalhas de Narvik entre 9 de abril e 8 de junho de 1940. Foi instituída em 19 de agosto de 1940 por Adolf Hitler. O Oberkommando der Wehrmacht (OKW) publicou a ordem no mesmo dia. Foi concedido pelo General Eduard Dietl, comandante do Grupo de Exércitos Narvik.
O prémio foi o primeiro de uma série de prémios de campanha de escudo de braço. Um total de 8.577 combatentes receberam o prémio. Especificamente: 2.755 para o exército, 2.161 para a Kriegsmarine e 3.661 para a Luftwaffe.